# Java Head (film 1923)
Java Head è un film muto del 1923 diretto da George Melford. La sceneggiatura si basa sul romanzo Java Head di Joseph Hergesheimer pubblicato a New York nel 1919.

## Trama
Innamorato di Nettie Vollar, Gerrit Ammidon lascia il paese dopo che una faida ha diviso la sua famiglia da quella di Nettie, senza lasciargli nessuna speranza sul suo futuro con lei. Salpato per la Cina, a Shanghai a Gerritt capita di salvare Taou Yuen, una principessa manciù. Costretto a sposarla per salvarne l'onore, Gerritt torna con lei a Salem, nella sua casa di famiglia. Alla notizia del matrimonio dell'amato, Nettie cade ammalata. Gerritt però l'assicura di amare sempre solo lei. Quando Taou Yuen viene a saperlo, decide di uccidersi, ingerendo una forte dose di oppio. Gerrit e Nettie, liberi di amarsi, partono via insieme.

## Produzione
Il film fu prodotto dalla Famous Players-Lasky Corporation. Le riprese iniziarono a fine settembre o ai primi dell'ottobre 1922.

## Distribuzione
Il copyright del film, richiesto dalla Famous Players-Lasky Corp., fu registrato il 30 gennaio 1923 con il numero LP18657.
Distribuito dalla Paramount Pictures e presentato da Jesse L. Lasky, uscì nelle sale cinematografiche statunitensi nel gennaio 1923, presentato in prima a Chicago probabilmente il 28 gennaio. Uscì anche in Danimarca (26 dicembre 1923, con il titolo Hans kinesiske Hustru) e in Finlandia (24 maggio 1925).